# Districtul Sabha
Sabha este un district în Libia. Are 126.610 locuitori și o suprafață de 15.330 km².